# Édits d'Ashoka

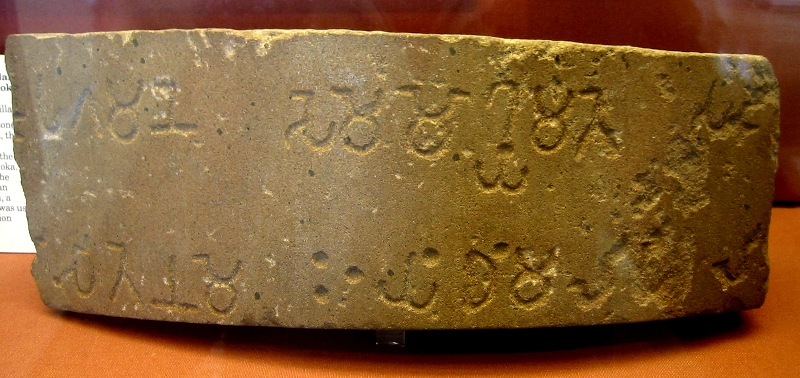
Fragment du pilier écrit avec l'alphabet brahmi, 238 av. J.-C., British Museum.

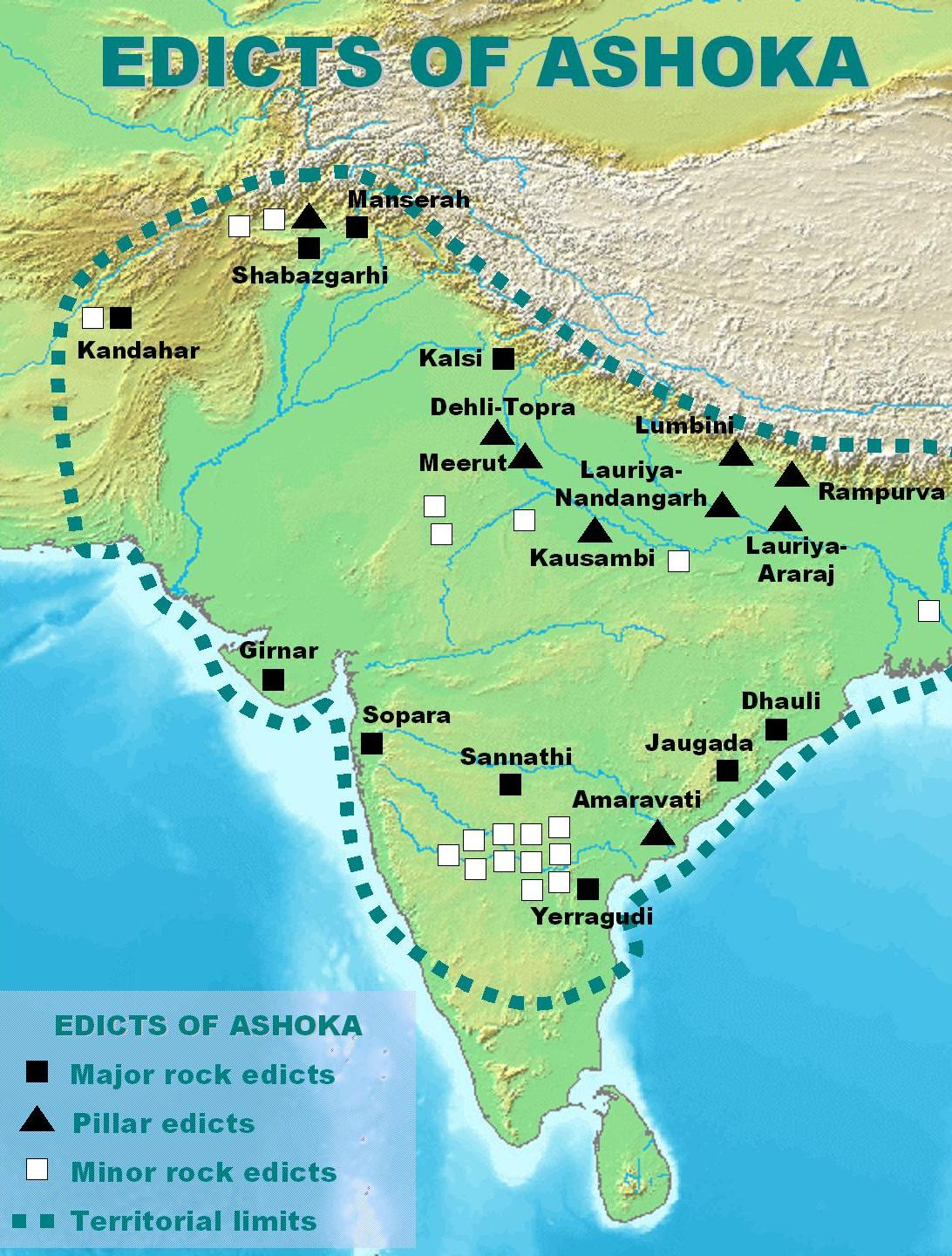
Répartition des édits dans le sous-continent indien.

Les édits d'Ashoka sont un ensemble de 33 inscriptions gravées sur les piliers d'Ashoka ainsi que sur des rochers et dans des grottes. Les textes ont été dictés par l'empereur Ashoka et dispersés dans tout le sous-continent indien pendant son règne sur l'Empire maurya de 269 à 232 av. J.-C. 
Ces inscriptions sont les plus anciens documents historiques d'Inde que l'on ait pu déchiffrer et les premiers à mentionner le bouddhisme. 
Les édits s'articulent autour de quelques thèmes récurrents : la conversion d'Ashoka au bouddhisme, la description de ses efforts pour diffuser cette religion, ses préceptes moraux et religieux ainsi que son programme social et de bien-être des animaux. 
Les inscriptions étaient destinées au peuple et se trouvaient dans des endroits publics. 
Une description complète est visible dans la liste des édits d'Ashoka.

## Découverte
Les inscriptions d'Ashoka n'ont été découvertes qu'en 1837 et ne lui ont été attribuées avec certitude qu'en 1915. Dans ces inscriptions, le souverain se désigne lui-même comme le « bien-aimé des dieux » (Devanaṃpriya). L'utilisation du terme Devanaṃpriya pour désigner Ashoka a été confirmée par une inscription découverte en 1915 à Maski, un village du district de Raichur dans le Karnataka. Un autre édit sur rocher attestant de l'utilisation de ce nom a également été retrouvé à Gujarra, un village du district de Datia dans le Madhya Pradesh.
Ces édits ont été déchiffrés dans la première moitié du XIXe siècle par l'archéologue et historien britannique James Prinsep. En français les traductions d'Émile Senart et de Jules Bloch sont les plus connues.

## Forme des édits

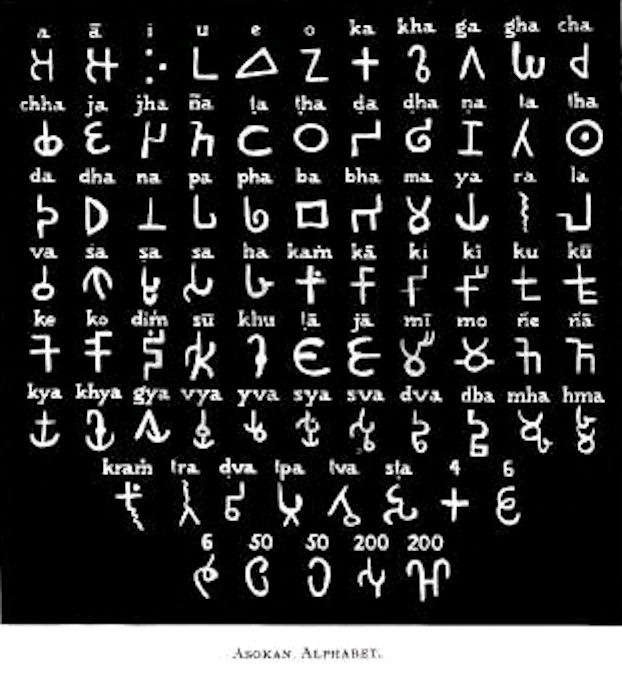
Alphabet brahmi utilisé par Ashoka.

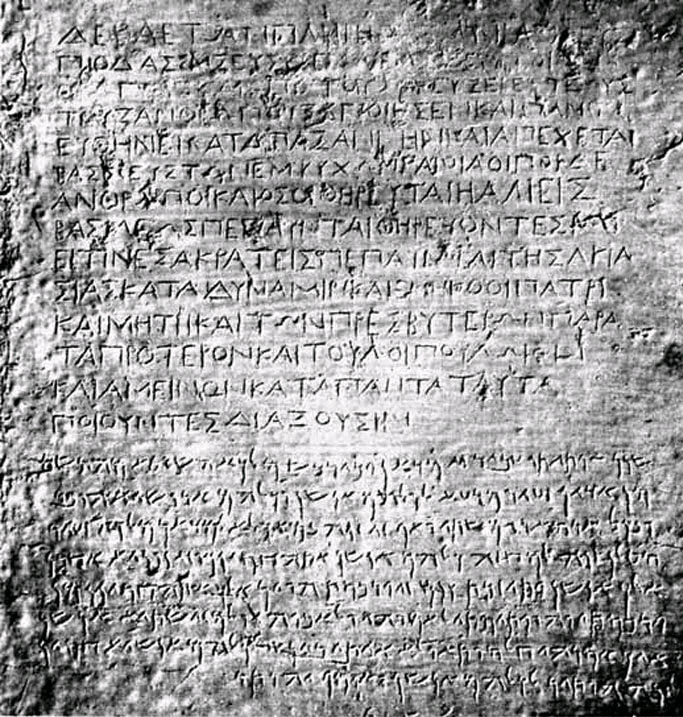
Inscription bilingue de Kandahar (Grec et Araméen) par l'empereur Ashoka, établie à ,Kandahar,

Les édits peuvent être divisés en trois catégories :
- les édits mineurs sur rocher, inscrits sur des rochers mais assez courts ;
- les édits majeurs sur rocher, inscrits sur des rochers et longs ;
- les sept édits des piliers d'Ashoka.

### Chronologie
Selon ses propres inscriptions, Ashoka termina sa guerre contre le Kalinga durant la 8e année de son règne.
Lors de la dixième année de son règne, il se lança dans une pérégrination sur son territoire pour prêcher le Dharma. La même année, « en l'année 10 de son règne », il rédigea sa première inscription, l'inscription bilingue de Kandahar établie à Chilzina (en), Kandahar, au centre de l'Afghanistan. Cette inscription fut rédigée en grec et en araméen exclusivement.
À partir de la 11e année de son règne, il commença à graver un édit sur des rochers, afin de propager le Dharma. Il s'agit de l'édit mineur sur rocher.
Puis, à partir de la 12e année de son règne, Ashoka commença à inscrire les 14 édits rupestre majeurs. Ces inscriptions d'Ashoka sont en langues indiennes à l'exception des édits grecs d'Ashoka inscrits sur une stèle de calcaire à Kandahar.
Au cours des 26e et 27e années de son règne, Ashoka inscrivit de nouveaux édits, cette fois-ci sur des colonnes majestueuses, les piliers d'Ashoka. Il s'agit des édits sur colonne.

### Similitudes
Selon Valeri Yailenko, l'inscription de Kinéas, réalisée à Aï Khanoum vers 300 av. J.-C. aurait probablement influencé la rédaction des édits d'Ashoka quelques décennies plus tard, aux alentours de 260 av. J.-C.. En effet, les édits d'Ashoka mettent en avant des règles morales extrêmement proches de l'inscription de Kinéas, à la fois en termes de contenu et de formulation.

### Langue et style
Les écrits retrouvés dans la partie est de l'Inde sont écrits en maghadi (probablement la langue de la cour ainsi que de Siddhartha Gautama) à l'aide de l'alphabet brahmi. Les inscriptions occidentales sont rédigées en alphabet kharoshthi dans une langue s'apparentant au sanskrit. Enfin, un édit unique retrouvé à Kandahar en Afghanistan est écrit en grec et en araméen, ainsi que deux édits majeurs en grec, les édits grecs d'Ashoka, qui reprennent ses édits No 12 et No 13.
Il est probable que les édits aient été écrits par Ashoka en personne, et non pas par un scribe qui aurait utilisé un style plus coutumier des édits royaux de l'ancien temps. Le style utilisé par Ashoka est en effet répétitif et lourd.[Information douteuse]

## Contenu

### Préceptes moraux
Le Dharma bouddhique prêché par Ashoka est essentiellement de nature morale et recommande de faire des bonnes actions, de respecter les autres (y compris les animaux) ainsi que d'être pur et généreux. Dans son Edit No 2, Ashoka donne une définition plutôt morale de ce qu'il appelle le Dharma :

« Le Dharma est excellent. Mais qu'est ce que le Dharma ? Le moins de mal possible. Beaucoup de bien. La pitié, la charité, le véracité, et aussi la pureté de la vie. »

— Ashoka, env. 260 av. J.-C..
Dans son édit bilingue de Kandahar il utilise le mot grec pour « piété » (εὐσέβεια, Eusebeia), pour traduire le mot de Dharma utilisé dans ses inscriptions de langue indienne.

#### Bonne conduite (Śīla)
« Le Dharma est bon, mais qu'est-ce qui constitue le Dharma ? Le Dharma, entre autres, sait faire beaucoup de bien et peu de mal, c'est la gentillesse, la générosité, la véracité et la pureté. »

— Pilier d'Ashoka nºII.
L'édit sur roche no VII possède un message similaire.

#### Justice et respect de la vie humaine
Ashoka avait une vision impartiale et clémente de la justice, ce qui s'est traduit par de nombreuses amnisties lors de son règne (au moins 25 d'après le pilier V).

« Je souhaite qu'il y ait uniformité des lois et des peines. […] Dorénavant un séjour pénitentiaire de trois jours sera accordé pour les condamnés à mort. Pendant ce temps, les proches des condamnés pourront faire appel pour que leurs vies soient épargnées. Si personne ne fait appel, alors les prisonniers pourront offrir des cadeaux ou jeûner afin de mériter une vie meilleure dans le prochain monde. »

— Pilier d'Ashoka no IV.
La torture et l'emprisonnement prolongé sont abolis. Les esclaves doivent être traités décemment. Il faut soigner les malades et Ashoka établit des hôpitaux.

#### Respect de la vie animale
L'empire Maurya est le premier empire indien à avoir une politique claire de gestion des ressources naturelles et employait des fonctionnaires chargés de leur protection. Lorsque Ashoka s'est progressivement converti au bouddhisme après la guerre du Kalinga, sa manière de gouverner a radicalement changé et la protection de la faune est alors devenue une de ses préoccupations, l'empereur allant même jusqu'à abandonner la chasse royale. Il est peut-être le premier dirigeant de l'histoire à préconiser des mesures de conservation de la faune.
Ashoka recommandait ainsi de réduire la consommation de viande et mit en place une liste exhaustive d'espèces animales protégées. De manière générale il condamnait les actes violents envers les animaux (comme la castration). Dans les faits les règles édictées par l'empereur n'étaient pas toujours respectées, aussi furent mises en place des amendes pour les contrevenants.

« Dans mon domaine aucun être vivant ne pourra être offert en sacrifice. »

— Édit majeur sur roche no I.

### Préceptes religieux

#### Bouddha
En plus de vouloir diffuser la morale bouddhique, Ashoka souhaitait que la parole de Bouddha soit lue et appliquée.

« Priyadraśi, roi de Magadha, en saluant l'assemblée et en leur souhaitant bonheur et santé, parla en ces mots : « Vous savez à quel point ma foi dans le Bouddha, le Dharma et le Sangha est grande. Toute parole de Bouddha est une bonne parole. »

— Édit mineur sur roche no III.

#### Croyance dans le prochain monde
« Dans ce monde et dans le prochain, le bonheur est difficile à atteindre sans amour pour le Dharma, sans examen de conscience, sans le respect, sans la peur du mal et sans enthousiasme. »

— Pilier d'Ashoka no I.

#### Tolérance envers les autres religions
Ashoka était un fervent défenseur de la tolérance envers les autres religions. Il pensait que si un pratiquant honore et respecte la religion de l'autre, cela ne peut qu'augmenter le prestige et l'influence de sa religion. À l'inverse, un pratiquant trop prosélyte et irrespectueux des autres croyances ne ferait que nuire à sa religion. Par ailleurs l'empereur encourageait les échanges d'idées et de croyances afin d'améliorer les religions de tous. Il considérait que les valeurs morales étaient plus importants que les offrandes et les rites.

« Le roi Priyadraśi souhaite que toutes les religions puissent librement exister en tous lieux, car toutes prônent le contrôle de soi et la pureté de l'âme. »

— Édit majeur sur roche no VII.

« Chacun devrait écouter et respecter les croyances d'autrui. […] Le roi Priyadraśi, bien-aimé des dieux, souhaite que chacun connaisse les bonnes croyances des autres religions. »

— Édit majeur sur roche no XII.

### Prosélytisme d'Ashoka

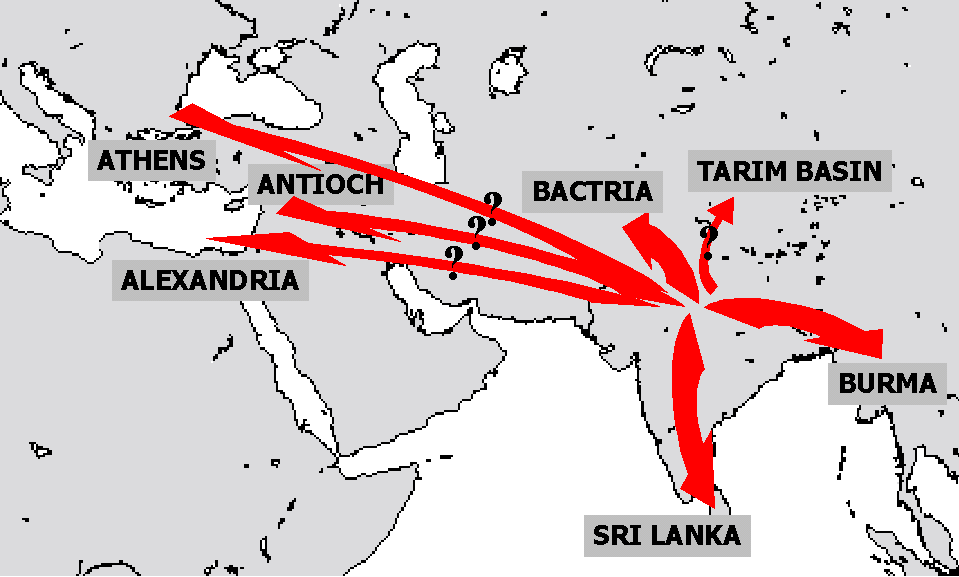
Diffusion du bouddhisme sous le règne d'Ashoka.

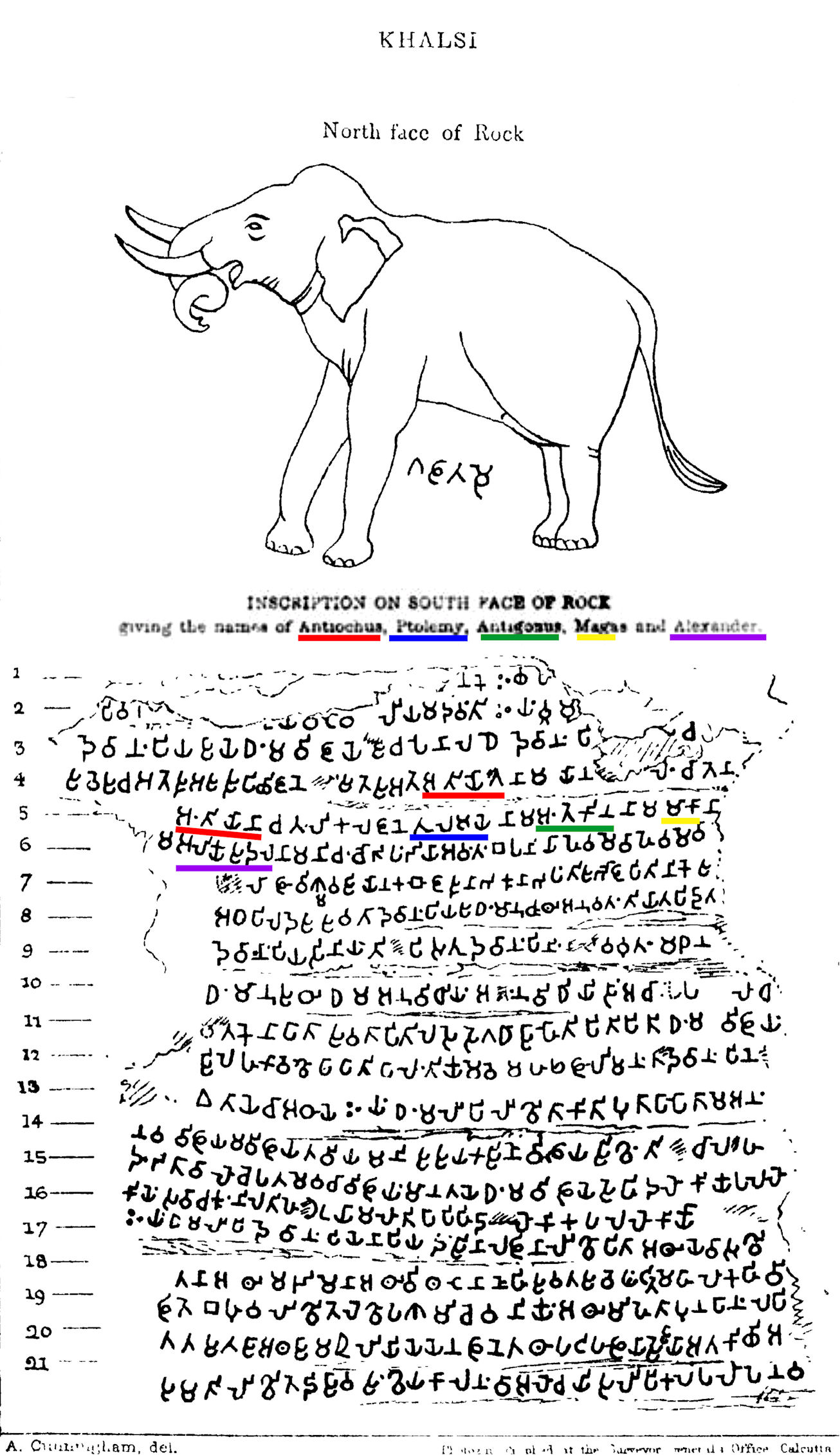
L'inscription de Khalsi d'Ashoka, dans laquelle il mentionne les rois Antiochos, Ptolémée, Antigone, Magas et Alexandre (soulignés ici en couleur).

Afin de diffuser le Dharma bouddhique, Ashoka explique qu’il a envoyé des émissaires dans les royaumes situés à l’ouest de son empire, de la Bactriane jusqu’au bassin méditerranéen. Les inscriptions, en particulier dans l'édit no 13 d'Ashoka, font notamment référence à des souverains de l’époque hellénistique, héritiers des conquêtes d’Alexandre le Grand. L’édit sur roche no XIII mentionne ainsi Antiochos II, Ptolémée II, Antigone II Gonatas, Magas de Cyrène et Alexandre II d'Épire.

« Maintenant, c'est la conquête par le Dharma que l'Aimé-des-Dieux considère comme la meilleure conquête. Et celle-ci (la conquête par le Dharma) a été gagnée ici, sur les frontières, et même à 600 lieues d'ici, là où règne le roi Antiochos, et au-delà où règnent les quatre rois Ptolémée, Antigone, Magas et Alexandre, de même au sud, où vivent les Cholas, les Pandyas, et aussi loin que Tamraparni. »

— Édit no 13 d'Ashoka, Inscription de Khalsi (S. Dhammika)
Ashoka aussi affirme qu'il a envoyé des émissaires à l'Ouest pour transmettre bienfaits et plantes médicinales. On ne sait pas quelle a été l'influence de ces émissaires sur le monde grec. Certains spécialistes pensent que des communautés bouddhistes ont émergé à partir du règne d'Ashoka, notamment à Alexandrie (cette communauté étant mentionnée quatre siècles plus tard par Clément d'Alexandrie). Les Esséniens de Palestine et les Thérapeutes d'Alexandrie seraient des communautés fondées sur le modèle du monasticisme bouddhique : selon André Dupont-Sommer, « C'est l'Inde qui serait, selon nous, au départ de ce vaste courant monastique qui brilla d'un vif éclat durant environ trois siècles dans le judaïsme même ». Cette influence serait même contributrice, toujours selon André Dupont-Sommer, de l'émergence du Christianisme : « Ainsi s'était préparé le terrain où prit naissance le Christianisme, cette secte d'origine juive, essénienne ou essénisante, qui devait si vite et si puissamment conquérir une très grande partie du monde. »
Étant donné la définition particulièrement morale de « Dharma » pour Ashoka, il est possible qu'il veuille simplement dire que vertu et piété existent maintenant depuis le bassin méditerranéen jusqu'au sud de l'Inde, plutôt que d'y voir une expansion du Bouddhisme vers l'ouest, non confirmée historiquement.